# 太空監視

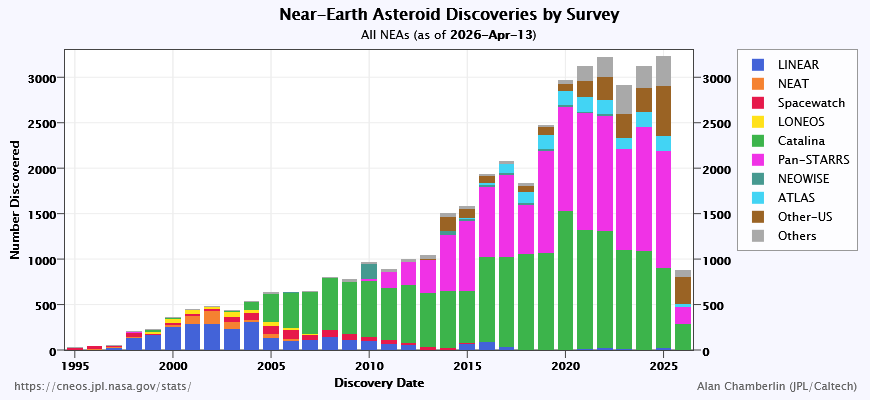
幾個重要巡天計畫發現的近地天體數目

太空監視是亚利桑那大学專門研究小行星，包括各種類型的小行星和彗星的計畫。
這個計劃的主持人是亚利桑那大学月球與行星實驗室（Lunar and Planetary Laboratory）的羅伯特·麥克米倫博士。
太空監視發現的木星衛星，現在被稱為木衛十七（Callirrhoe），起初曾被誤認為是小行星。
其他值得注意的發現還有Echeclus、Pholus、伐樓拿（Varuna）、1998 KY26、(35396) 1997 XF11和(48639) 1995 TL8。
這個計畫也重新發現遺失了一段時間的小行星阿爾伯特和周期彗星125P/太空監視。

## 外部連結
- 太空監視計畫首頁（页面存档备份，存于）